# Jalen Crutcher

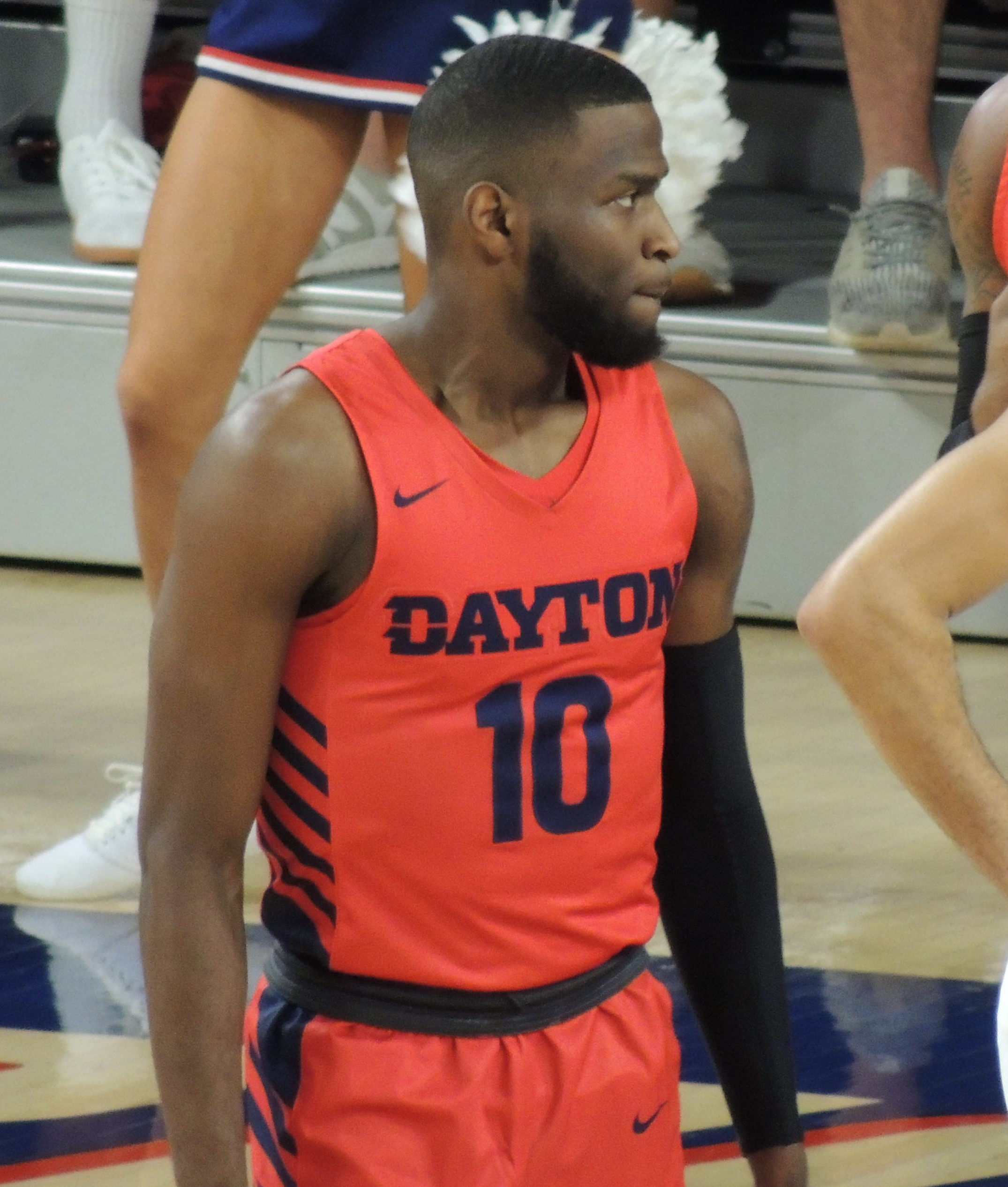
Jalen Crutcher, 2020.

Jalen Crutcher, född 18 juli 1999 i Memphis i Tennessee, är en amerikansk professionell basketspelare (PG) som spelar för New Orleans Pelicans i National Basketball Association (NBA).
Han blev aldrig NBA-draftad.
Innan Crutcher blev proffs studerade han vid University of Dayton och spelade för deras idrottsförening Dayton Flyers.